# Dieter Spath

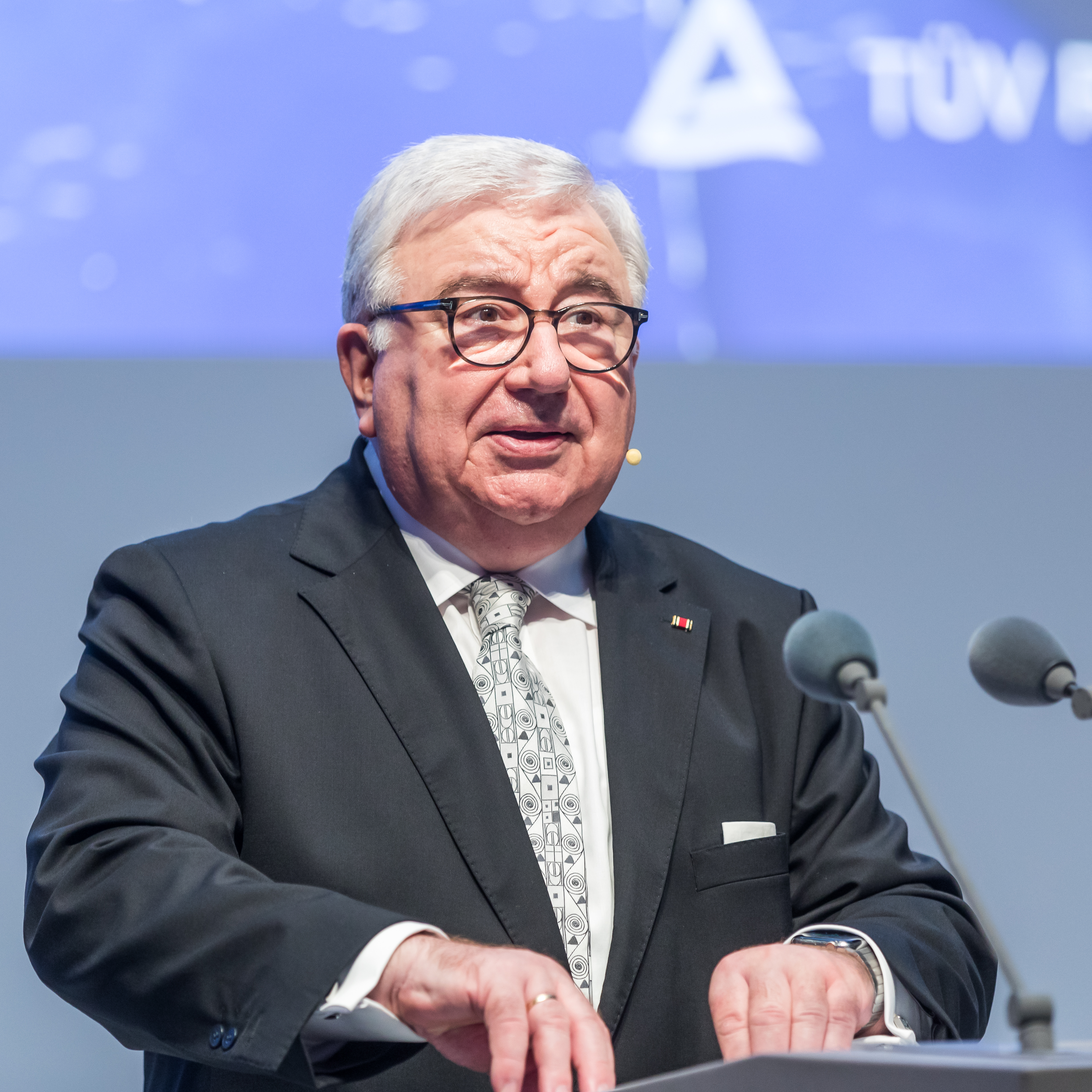
Diether Spath, 2024

Dieter Spath (* 23. April 1952 in Lichtenau (Mittelfranken)) ist ein deutscher Arbeitswissenschaftler. Er war von 2002 bis 2013 und 2016 bis 2021 Leiter des Fraunhofer-Instituts für Arbeitswirtschaft und Organisation sowie des Instituts für Arbeitswissenschaft und Technologiemanagement der Universität Stuttgart. Von
2013 bis 2016 war Spath Vorstandsvorsitzender der Wittenstein AG und von 2017 bis 2021 einer von zwei Präsidenten von acatech – Deutsche Akademie der Technikwissenschaften. Spath ist einer der bedeutenden Forscher im Gebiet zukünftiger Arbeitswelten.

## Leben
Spath studierte nach seinem Abitur in Sulzbach-Rosenberg 1971 bis 1975 Maschinenbau an der Technischen Universität München. Dort wurde er Mitglied der katholischen Studentenverbindung KDStV Aenania München im  CV. Von 1976 bis 1981 war er zunächst als Wissenschaftlicher Assistent und später akademischer Rat am Institut für Werkzeugmaschinen und Betriebswissenschaften der TU München. 1981 wurde er mit der Arbeit Leistungsbeschränkende Einflussgrößen an Metallbandsägemaschinen promoviert. 1981 wurde er für die KASTO-Firmengruppe tätig, ab 1988 als Geschäftsführer.
1992 erhielt Dieter Spath einen Ruf als ordentlicher Professor an der Universität Karlsruhe (TH) und damit verbunden die Leitung des Instituts für Werkzeugmaschinen und Betriebstechnik (wbk). In den Jahren 1996 bis 1998 war er Dekan der Fakultät Maschinenbau, von 1996 bis 2001 Mitglied des Senatsausschusses und des Bewilligungsausschusses für Sonderforschungsbereiche bei der Deutschen Forschungsgemeinschaft (DFG).
2002 wechselte Spath als Lehrstuhlinhaber an das Institut für Arbeitswissenschaft und Technologiemanagement (IAT) der Universität Stuttgart und wurde zeitgleich Leiter des Fraunhofer-Instituts für Arbeitswirtschaft und Organisation (IAO). Von 2008 bis 2009 war er Dekan der Fakultät Konstruktions-, Produktions- und Fahrzeugtechnik. Dieter Spath wurde 2003 in die Deutsche Akademie der Technikwissenschaften (acatech) gewählt, von 2009 bis 2012 war er deren Vizepräsident und von Februar 2017 bis März 2021 deren Präsident. Er ist unter anderem Kuratoriumsmitglied des  Georg-Schlesinger-Preises.
Spath hat zahlreiche Veröffentlichungen zu den Herausforderungen der zukünftigen Arbeitswelt und des Wissensmanagements publiziert.
Von Oktober 2013 bis September 2016 war Spath Vorstandsvorsitzender der Wittenstein AG. Nach drei Jahren übernahm er von Oktober 2016 bis September 2021 wieder seine alte Stelle am Fraunhofer IAO verbunden mit der Leitung des kooperierenden IAT der Universität Stuttgart.
Seit dem 20. Juni 2017 ist Dieter Spath Mitglied des Aufsichtsrates der TÜV Rheinland AG und seit dem 1. Juli 2021 Präsident und Vorstandsvorsitzender des TÜV Rheinland Berlin Brandenburg Pfalz e.V.

## Ehrungen und Auszeichnungen
- 2003: Verdienstmedaille der Technischen Universität Danzig, Polen, für seine Bemühungen einer akademischen Zusammenarbeit
- 2007: Ehrendoktorwürde der TU München[4]
- 2008: Bundesverdienstkreuz am Bande des Verdienstordens der Bundesrepublik Deutschland
- 2013: Ehrendoktorwürde der Technischen Universität Cluj-Napoca (Klausenburg, Rumänien)[5]

## Schriften (Auswahl)
- mit Holger Luczak, Ralf Reichwald  (Hrsg.): Service Engineering in Wissenschaft und Praxis. Die ganzheitliche Entwicklung von Dienstleistungen, DUV 2004, ISBN 3-8244-8232-0.
- mit Erich Zahn (Hrsg.): Kundenorientierte Dienstleistungsentwicklung in deutschen Unternehmen, Springer, Berlin/Heidelberg 2003, ISBN 978-3-662-01108-9.
- mit Martin Braun, Petra Grunewald: Gesundheits- und leistungsförderliche Gestaltung geistiger Arbeit. Arbeitsgestaltung unter Einbeziehung menschlicher Eigenzeiten und Rhythmen, Erich Schmidt Verlag, Berlin 2004, ISBN 978-3-503-07802-8.
- (Hrsg.): Forschungs- und Technologiemanagement. Potenziale nutzen – Zukunft gestalten, Hanser Verlag, 2004, ISBN 978-3-44622911-2.
- mit August-Wilhelm Scheer (Hrsg.): Computer Aided Service Engineering. Informationssysteme in der Dienstleistungsentwicklung, Springer, Berlin/Heidelberg 2004, ISBN 978-3-540-20888-4.
- mit Klaus-Peter Fähnrich (Hrsg.): Service Innovation, Springer, Berlin/Heidelberg 2007, ISBN 978-3-540-29858-8.
- mit Wilhelm Bauer, Martin Engstler (Hrsg.): Innovationen und Konzepte für die Bank der Zukunft. Mit modernen Vertriebslösungen und optimierten Wertschöpfungsketten künftigen Herausforderungen begegnen, Gabler Verlag, Wiesbaden 2008, ISBN 978-3-8349-0943-5.
- mit Walter Ganz (Hrsg.): Die Zukunft der Dienstleistungswirtschaft. Trends und Chancen heute erkennen, Hanser, München 2009, ISBN 978-3-446-41504-1 (englisch: The Future of Services. Trends and Perspectives, ISBN 978-3-446-41546-1).
- mit Hans-Jörg Bullinger, Hans-Jürgen Warnecke, Engelbert Westkämper (Hrsg.): Handbuch Unternehmensorganisation. Strategien, Planung, Umsetzung, 3. Aufl., Springer, Berlin/Heidelberg 2009, ISBN 978-3-540-72136-9.
- mit Wilhelm Bauer, Stefan Rief (Hrsg.): Green Office. Ökonomische und ökologische Potenziale nachhaltiger Arbeits- und Bürogestaltung, Gabler Verlag, Wiesbaden 2010, ISBN 978-3-8349-2390-5.
- mit Christian Linder, Sven Seidenstricker: Technologiemanagement. Grundlagen. Konzepte. Methoden, Fraunhofer Verlag 2011, ISBN 978-3-83960353-6.
- mit Wilhelm Bauer, Martin Braun: Gesundes und erfolgreiches Arbeiten im Büro, Erich Schmidt Verlag, Berlin 2011, ISBN 978-3-503-13015-3.
- mit Walter Ganz (Hrsg.): Am Puls wirtschaftlicher Entwicklung. Dienstleistungstrends, Hanser, 2011, ISBN 978-3-446-42584-2 (englisch: Taking the Pulse of Economic Development. Service Trends, ISBN 978-3-446-42708-2).
- mit  Engelbert Westkämper, Carmen Constantinescu, Joachim Lentes (Hrsg.): Digitale Produktion, Springer Vieweg, Berlin/Heidelberg 2013, ISBN 978-3-642-20258-2.
- mit Wulff Plinke, Mario Rese, Hartmut Buck et al. (Hrsg.): Das Ingenieurwissen. Ökonomisch-rechtliche Grundlagen, Springer Vieweg, Berlin/Heidelberg 2014, ISBN 978-3-662-44373-6.
- mit Christopher Schlick, Michael Schenk, Walter Ganz (Hrsg.): Produktivitätsmanagement von Dienstleistungen. Modelle, Methoden und Werkzeuge, Springer Vieweg, Berlin/Heidelberg 2016, ISBN 978-3-642-45070-9.
- mit Engelbert Westkämper, Hans-Jörg Bullinger, Hans-Jürgen Warnecke (Hrsg.): Neue Entwicklungen in der Unternehmensorganisation, Springer Vieweg, Berlin 2017, ISBN 978-3-662-55425-8.